# Візантійський храм (Судак)
Візантійський храм або «Лісовий храм», неподалік від міста Судак, руїни якого були виявлені 2016 року біля підніжжя гори Кіліса-Кая («Храмова гора»(крим.)) за 4 км на північний схід від Судака. За припущеннями, був частиною монастирського комплексу присвяченого святому Івану Золотоустому. Вважається найбільшим християнським храмом свого часу на території Криму.

## Історія відкриття
У 2016 р. біля підніжжя гори Кіліса-Кая в Судацькому регіоні АР Крим внаслідок незаконних «археологічних досліджень» було відкрито й обстежено триапсидний хрестово-банний храм. Внутрішній простір споруди було розкопано повністю; ззовні цілком зачищено західну, частково — південну та східну стіни. Особливо прикметною є унікальна збереженість культової споруди: завдяки її прихованості під землею та віддаленості, її виявили практично цілою (найбільша висота знайдених залишків стін — 4,6 м). На підставі знайдених уламків кераміки, монети, частини турецьких стріл та слідів пожежі було висунуто припущення, що храм був споруджений у 2-й половині XII — 1-й половині XIII ст. і використовувався за призначенням до підкорення Криму Османською імперією в 1475 р., після чого був перетворений на кошару, що існувала до кінця XVII ст., і після цього до кінця XVIII ст. був практично повністю похований під товщею землі. Також однією з можливих дат спорудження храму називалося раннє середньовіччя, приблизно VIII—XI ст. Після виявлення та обстеження споруди російські ЗМІ почали поширювати припущення, що Судак завдяки їй може бути визнаний «колискою християнства в Криму».
Письмові джерела не вказували на наявність середньовічного храму на місці його виявлення. Єдиною вказівкою на наявність тут колись культового християнського об'єкта залишилася назва гори, під якою він розташований. Найменування «Кіліса» — запозичене з грецької мови слово «Еклезія» («церква»), яке у тюркських мовах набуло звучання «Еклезі», «Еклізі» або «Кілісе».
Археологічні розвідки на цьому місці проводилися неодноразово: зокрема, востаннє у 1999 р. їх проводили співробітники Кримської філії Інституту археології НАН України, однак їм не вдалося нічого виявити. Були зібрані невеликі фрагменти черепиці та вапнякового розчину, що дозволило припустити про розташування на цьому місці храму. Фрагменти стін не були віднайдені.
У 2016 р. місцеві ЗМІ повідомили, що залишки храму біля гори Кіліса-Кая виявила «військово-патріотична пошукова організація» (назва не уточнювалася), члени якої шукали бліндажі часів ІІ Світової війни і спочатку прийняли залишки храму за винний льох. Після того, як місце знахідки обстежили археологи, з них у відповідь на прохання відкрити «лист на дозвіл розкопок» запитали оплату за відкриття та проведення «археологічних робіт». До справи долучилися «голова адміністрації Судака» Володимир Сєров, котрий допоміг розрівняти майданчик, надавши бульдозер, туристично-оздоровчий комплекс «Судак», який узяв на себе харчове забезпечення та неназвані «деякі підприємці», що надали генератор з відбійним молотком, цемент, лопати, візки тощо. При цьому основне навантаження впало на «археологічну групу», члени якої взяли кредит на придбання ракушняка, щоб спорудити приміщення для перебування найнятого сторожа.
Спочатку на місці вдалося зафіксувати ріг споруди, невеликий фрагмент апсиди (вівтарної частини) та три колони. Наприкінці квітня 2016 р. «директор інституту археології Криму Російської академії наук» (РАН) Вадим Майко, який на початку 2000-х рр. брав участь у розкопках узбережжя Судака, був керівником Судацької арехологічної експедиції та автором розкопок Судацької фортеці, отримав у Міністерстві культури РФ незаконний «дозвіл» на проведення робіт з виявлення та вивчення об'єктів археологічної спадщини, після чого вирушив у травні на розкопки. Первинні дослідження показали, що найкраще храм зберігся в північній частині. Надалі постало питання про консервацію об'єкта.
Постановою «ради міністрів республіки Крим» № 627 від 20.12.2016 р. руїни храму було внесено до переліку пам'яток містобудування та архітектури регіонального значення. Об'єкт перебуває в Єдиному державному реєстрі об'єктів культурної спадщини (пам'яток історії та культури) народів РФ.
В липні 2017 р. до феодосійського інтернет-видання «Кафа» звернувся місцевий краєзнавець-аматор Хачатур Казарян, котрий висловив занепокоєння проведенням «археологічних розкопок» храму на схилі гори Кіліса-Кая, заявивши, що на місці працюють «чорні копачі». Об'єкт на той момент залишили основні робітники, яких на добровільних засадах змінили аматори. Будь-яка інформація про організацію, що проводила роботи, буда відсутня; каміння зі стін споруди було хаотично розкидане довкола, а її фрагменти використовувалися в підсобно-побутових цілях або взагалі перебували у відвалах ґрунту. На додачу Казарян висловив припущення, що знайдений храм належав вірменській церкві: на його думку, на це вказує архітектура та характерне розташування будівлі, що логічно вписується в ланцюжок виявлених довкола вірменських храмів і монастирів. Після цієї заяви тезу про вірменську приналежність знайденого храму поширила низка ЗМІ, що висвітлюють вірменську тематику.
На сайті музею-заповідника «Судацька фортеця», створеному після російської окупації Криму, було заявлено, що розкопки «лісового храму» в околицях Судака проводяться з 2014 року. Також було подано перелік осіб, які займалися його дослідженнями: В. А. Захаров ("музей-заповідник «Судацька фортеця», Судак, АР Крим), А. М. Корженков, О. С. Ларков, О. М. Овсюченко (Інститут фізики Земли ім. О. Ю. Шмідта РАН, Москва, РФ), В. В. Майко («Інститут археології Криму РАН», Сімферополь, АР Крим), Д. А. Моісеєв («Бахчисарайський музей-заповідник», Бахчисарай, АР Крим), М. І. Овсюченко (ЗАТ "НДПІ «ІнжГео», Краснодар, РФ). Згідно з попередніми висновками, будівельні конструкції храму мають очевидні сліди значних сейсмічних пошкоджень, які поширювалися вздовж широтної вісі: вогнище землетрусу могло виникнути в безпосередній близькості до храму або під ним.

## Особливості структури
Площа пам'ятки становить близько 200 м² (приблизні розміри — 18 х 11 м). Розрахункова висота до замкового каменю бані становить майже 11 м, барабану — близько 2 м, бічних нав — понад 6 м. У північній пілястрі збереглася п'ята карниза, яка дозволяє говорити про висоту стовпів (понад 3 м), що становить половину висоти загального об'єму храму.
Споруда мала хрестово-банну конструкцію, про що свідчать чотири масивні підпорні стовпи, три вівтарні частини, місце для служіння єпископа та нечасто притаманний християнським храмам великий притвор, через який відвідувачі потрапляли досередини. Крім притвору, храм також мав двоє бічних дверей; одні з них виходили просто до скелі, яку давні архітектори використовували як природну підпорну стіну, що захищала від осипань ґрунту. У вівтарній частині були облаштовані п'ять вікон, які розсіювали світло.
Спочатку припускалося, що апсиди мають напівкруглу форму ззовні, однак вони виявилися гранчастими, що підкреслює значущість храму. Культових споруд такого плану відомо не надто багато — зокрема, храм Івана Предтечі в Керчі, храм у вірменському монастирі Сурб-Хач і частково розкопаному монастирі Сурб-Стефанос у Кіровському районі.
Кладка стін храму та притвору — двопанцирна тришарова з забутуванням з дрібного буту. Будівля споруджувалася з місцевого каменю трьох видів — піщаника, ракушняка та вулканічного туфу на вапняковому розчині з домішкою дрібної (до 2 мм) гальки сірого кольору. В основі всіх колон є невисокий фундамент. Храм усередині був оштукатурений і розписаний. Підлога була викладена з плит.
Під стіною храму було виявлено кілька могильних плит (останки в похованнях не збереглися). Поблизу було знайдено чимало деталей конструкції, фрагментів колон, дверних арок, а також хрестів, монет, частин церковного начиння, застібок від книжок. Також було знайдено старовинну черепицю (ймовірно, IX ст. виготовлення), що вкривала дах храму, з поки що невідомими таврами (одне з них — у формі грецької літери «пі»).
Результати геосканування, проведеного вченими Російського географічного товариства, дозволили припустити, що знайдена будівля стоїть на підвалинах більш давньої споруди, а поблизу землею затягнуло ще декілька споруд. Також припускалася наявність чернечих келій у скелі. Загалом припускається, що храм довкола мав істотну інфраструктуру.
За 70 м вище від храму було облаштовано джерело з давньою рукотворною купіллю, яке археологи дещо розчистили; за припущеннями, від нього до храму йшов повноцінний водогін, рештки якого було виявлено неподалік.
У 2018 р. вчені відтворили приблизний зовнішній вигляд храму.
11 квітня 2019 р. в будівлі «міської адміністрації» Судака відкрилася виставка унікальних артефактів, знайдених під час розкопок храму: були презентовані візантійська кераміка XIII та кримська XIV ст., побутові залізні вироби, наконечники стріл, бронзові прикраси, фрагменти фрескового розпису та православні хрести, в тому числі фрагмент болгарського хреста XI ст. та хрест доби Московського князівства XIV ст.